# 13 جمادى الأولى
- السبت
- الأحد
- الاثنين
- الثلاثاء
- الأربعاء
- الخميس
- الجمعة

- 302 نوفمبر 2024
- 13 نوفمبر 2024
- 24 نوفمبر 2024
- 35 نوفمبر 2024
- 46 نوفمبر 2024
- 57 نوفمبر 2024
- 68 نوفمبر 2024
- 79 نوفمبر 2024
- 810 نوفمبر 2024
- 911 نوفمبر 2024
- 1012 نوفمبر 2024
- 1113 نوفمبر 2024
- 1214 نوفمبر 2024
- 1315 نوفمبر 2024
- 1416 نوفمبر 2024
- 1517 نوفمبر 2024
- 1618 نوفمبر 2024
- 1719 نوفمبر 2024
- 1820 نوفمبر 2024
- 1921 نوفمبر 2024
- 2022 نوفمبر 2024
- 2123 نوفمبر 2024
- 2224 نوفمبر 2024
- 2325 نوفمبر 2024
- 2426 نوفمبر 2024
- 2527 نوفمبر 2024
- 2628 نوفمبر 2024
- 2729 نوفمبر 2024
- 2830 نوفمبر 2024
- 291 ديسمبر 2024
- 12 ديسمبر 2024
- 23 ديسمبر 2024
- 34 ديسمبر 2024
- 45 ديسمبر 2024
- 56 ديسمبر 2024

13 جُمادى الأولى أو 13 جُمادی‌ الاَوَّل أو يوم 13 \ 5 (اليوم الثالث عشر من الشهر الخامس) هو اليوم الحادي والثلاثون بعد المائة (131) من أيَّام السنة (أو الثاني والثلاثون بعد المائة لو كان شهر ربيع الآخر مُتممًا لليوم الثلاثين أو الثالث والثلاثون بعد المائة لو أتم كلًا من صفر وربيع الآخر ثلاثين يومًا) وفق التقويم الهجري القمري (العربي). يبقى بعده 223 أو 224 يومًا لانتهاء السنة.

## أحداث
- 1150هـ - القائد العثماني عوض محمد باشا ينتصر على الجيش الألماني في معركة «فيدان» على الجبهة الصربية، وقد قتل من الألمان 6 آلاف جندي.
- 1188هـ - توقيع معاهدة كجك قينارجه بين الإمبراطورية الروسية والدولة العثمانية.
- 1298هـ - توقيع معاهدة باردو بين فرنسا وباي تونس، بعد غزو فرنسا لتونس. وبمقتضى هذه المعاهدة انتهى العهد العثماني في تونس، وأصبح الباي حاكم تونس مجردًا من كل سلطة فعلية، وغدا المقيم العام الفرنسي في تونس الحاكم الحقيقي للبلاد.
- 1352هـ - إبحار السفينة المصرية «مباحث» للقيام بسلسلة من الرحلات البحرية في عدة مناطق تشمل الطرف الجنوبي للبحر الأحمر وخليج عدن والساحل الجنوبي الشرقي لشبه الجزيرة العربية وخليج عمان ومدخل الخليج العربي والساحل الشرقي لإفريقيا وذلك بالتعاون ما بين مصر وبريطانيا.
- 1367هـ - عضوان بالتنظيم السري للإخوان المسلمون يغتالان المستشار أحمد الخازندار.
- 1377هـ - الرئيس الإندونيسي أحمد سوكارنو يطالب بخروج جميع الهولنديين من بلاده.
- 1386هـ - مصر تعدم سيد قطب أحد أعلام الإخوان المسلمون.
- 1394هـ - رئيس الأركان الإسرائيلي إسحاق رابين يتولى رئاسة الوزراء.
- 1402هـ - تولي الشيخ «جاد الحق علي جاد الحق» مشيخة الجامع الأزهر، وهو الإمام الثاني والأربعون في سلسلة مشايخ الجامع الأزهر.
- 1407هـ - الشرطة في ألمانيا الغربية تعتقل محمد علي حمادي المتهم بالاشتراك في خطف طائرة شركة طيران تي دبليو إيه الرحلة رقم 847 من أثينا إلى بيروت وبقتل أمريكي يعمل في البحرية.
- 1413هـ - منتخب اليابان لكرة القدم يفوز بكأس بطولة آسيا بعد تغلبه على المنتخب السعودي بهدف مقابل لا شيء.
- 1425هـ - السلطات العراقية تتسلم الرئيس العراقي السابق صدام حسين من السلطات الأمريكية مع 11 معتقل من طاقم حكمة السابق.
- 1430هـ - الحزب الديمقراطي الإندونيسي برئاسة سوسيلو بامبانغ يودهويونو يحصد أكبر عدد من الأصوات في انتخابات الجمعية الاستشارية الشعبية.
- 1431هـ - مفوضية الانتخابات السودانية تعلن فوز الرئيس عمر البشير بولاية رئاسية جديدة بعد حصولة على ما نسبته 68% من أصوات الناخبين، كما أعلنت عن فوز زعيم الحركة الشعبية لتحرير السودان سيلفا كير برئاسة حكومة جنوب السودان بعد حصوله على ما نسبته 92.99% من الأصوات.
- 1432هـ - المحكمة الإدارية في مصر تصدر قرارًا بحل الحزب الوطني الديمقراطي الذي ظل مهيمنًا على الحياة السياسية في البلاد لعقود طويلة حتى قيام الثورة ضد النظام الحاكم، كما نص الحكم على مصادرة أصول الحزب وتسليم ممتلكاته إلى الدولة.
- 1435هـ - البيت الأبيض يتحدث عن معلومات جديدة مفادها أن الطائرة الماليزية المفقودة استمرت بالتحليق لساعات بعد اختفائها من على شاشات الرادار.
- 1439هـ - اكتشاف حفريات الديناصور منصوراسوروس في الصحراء الغربية في مصر، والذي يعد أحد أبرز الاكتشافات في مجال الأحفوريات.
- 1441هـ - الحرس الثوري الإيراني ينفذ ضربات صاروخية قبل الفجر، ضد قاعدتين عسكريتين بهما قوات أمريكية في العراق.
- 1443هـ - انتخاب محمد بن سليم، رئيسًا للاتحاد الدولي للسيارات «فيا»، وهي أعلى هيئة تشرف على رياضة السيارات ومن ضمنها الفورمولا 1، ليكون أول عربي يتولى رئاسة الاتحاد منذ أن تأسس سنة 1904.

## مواليد
- 1309 هـ - أبو عبد الله الزنجاني، فقيه شيعي وأستاذ جامعي إيراني.
- 1350هـ - منوتشهر آتشي، شاعر وصحفي إيراني.
- 1359هـ - ليلى شعير، ممثلة مصرية.
- 1364هـ - ماجدة عز، راقصة باليه مصرية.
- 1376هـ - سلمان العودة، داعية إسلامي سعودي.
- 1380هـ - مدحت صالح، مغني وممثل مصري.
- 1400هـ - حمزة بن الحسين، ولي عهد المملكة الأردنية الهاشمية السابق.
- 1404هـ - حامد النموشي، لاعب كرة قدم تونسي.
- 1407هـ - علاء وردي، موسيقي إيراني.

## وفيات
- 11هـ - فاطمة الزهراء، ابنة الرسول محمد.
- 971هـ - رضي الدين ابن الحنبلي، عالم مسلم شامي.
- 1367هـ - أحمد الخازندار، قانوني مصري.
- 1386هـ - سيد قطب، مفكر مسلم مصري وقيادي بجماعة الإخوان المسلمون.
- 1417هـ - محمد بن سليمان الجراح، نحوي وفقيه حنبلي
- 1426هـ - عبد الكريم هلال الجحيدلي، نائب سابق في مجلس الأمة الكويتي.
- 1433هـ - خالد تاجا، ممثل سوري.

## وصلات خارجية
- موقع قصة الإسلام: حدث في شهر جُمادى الأولى.